# Ctětínek
Ctětínek je malá vesnice, část obce Ctětín v okrese Chrudim. Nachází se asi 0,4 km jižně od vesnice Ctětín. V roce 2015 zde bylo 35 domů.